# Malé Hoštice
Malé Hoštice (niem. Klein Hoschütz) – dzielnica miasta statutarnego Opawy, we wschodnich Czechach. Gmina katastralna obejmuje również osadę Pusté Jakartice i ma powierzchnię 5,55 km².
Położona jest na lewym brzegu Opawy, naprzeciwko ujścia Morawicy, około 3 km na wschód od centrum miasta. Z kolei osada Pusté Jakartice leży trzy kilometry na północ od Malych Hoštic. Przebiegają tędy drogi krajowe I/56 i I/46.
W miejscowości znajduje się przystanek kolejowy Malé Hoštice.

## Historia
Hoštice po raz pierwszy wzmiankowane zostały w 1222 jako Hossize. W następnych dziesięcioleciach nastąpił podział na dwie części. Wymienione w 1270 Minus Hoschiz należałý do konwentu welehradskiego. Drugą były dzisiejsze Velké Hoštice. W następnych stuleciach nastąpiły kolejne podziały na części książecą, prywatną, joannicką i klaryską. Po wojnach śląskich znalazła się w granicach Prus. Od 1818 w nowym powiecie raciborskim. Wieś zamieszkała była przez czeskojęzycznych i katolickich Morawców (w 1890 z 969 mieszkańców 832 było czesko-, 96 niemiecko- a 40 polskojęzycznymi) i jako część tzw. kraiku hulczyńskiego w 1920 została przekazana Czechosłowacji. W 1970 zostały przyłączone do miasta Opawy.